# Лі Шичжень
Лі Шичжень (李時珍, 1518 — 1593) — китайський лікар, фармаколог і натураліст часів династії Мін.

## Життєпис
Походив з спадкової родини медиків. Народився у 1518 році у м. Цічунь, сучасна провінція Хубей. Від батька, також лікаря, ще юнаком Лі Шичжень отримав початкові знання з медицини. Змужнівши, він спочатку не захотів йти по батьківських стопах і тричі безуспішно намагався скласти іспити на отримання чиновницької посади. Продовжуючи вивчати медицину, Лі Шичжень отримав репутацію успішного лікаря. Слава про нього досягла імператорської родини Цзяцзіня, до якої він був наближений у 1543 році.
За імператорським наказом він у 1544–1549 роках служив директором Вищої медичної академії (Тай-і-юань) в Пекіні. Багато часу Лі Шичжень провів у подорожах, збираючи відомості про лікувальні зілля. Останні роки життя прожив у рідному селі, займаючись лікуванням.

## Медицина та природознавство
Лі Шичжень написав 10 творів з медицини, з яких до наших днів дійшли тільки три: «Бень цао ган му» («Великий травник» або «Велика фармакопея») — головна праця з фармакології; «Біньху мо-Сюе» («Вчення про пульс з Біньху»), де описується 25 видів пульсу (мо), що відповідають певним захворюванням; «Ци цзин ба мо као» («Дослідження восьми пульсів чудесних меридіанів») — з пульсології та лікування за допомогою голковколювання і моксоприпікання (чжень цзю).
«Бень цао ган му» став результатом багаторічних досліджень Лі Шичженя. Робота над ним почалася приблизно у 1552 році. Після написання першого варіанту у 1578 році автор до кінця життя продовжував вносити уточнення. В остаточному вигляді він був виданий у 1596 році, вже після смерті Лі Шичженя. Цей твір підсумовує усі китайські фармакологічні дослідження до XVI ст. При його підготовці було використано понад 800 джерел.
У «Бень цао ган му» входить 54 томів (цзюань), з яких два останні складаються цілком із малюнків, що охоплюють три царини природи: тварина, рослинне і мінеральне. Окрім речовин і об'єктів, що до них належать, в тексті говориться про об'єкти штучного походження, які також використовуються для одержання ліків.
Усі разом класифіковані по 16 розділам (бу): 1) води (шуй); 2) вогня (хо); 3) ґрунту (ту); 4) метали (цзінь) й камені (ши); 5) трави (цао); 6) злаки (гу); 7) овочі (цай); 8) фрукти (го); 9) дерева (му); 10) тканини (фу) та начиння (ци); 11) комахи (чун); 12) лускаті тварини (лінь); 13) панцирні тварини (цзе]); 14) птахи (цінь); 15) чотириногі тварини (шоу); 16) люди (жень).
Послідовність розділів в цій класифікації заснована на змішаних принципах генезису, розміру і досконалості. На думку Лі Шичженя, вода і вогонь в природі передують «пітьмі речей» (вань у), а ґрунт є «матір'ю темряви речей»; метали і камені походять з ґрунту; трави, злаки, овочі, фрукти і дерева — це рядок «від меншого до більшого»; одяг і начиння робляться з трав і дерев; комахи, лускаті і панцирні тварини, птахи, чотириногі тварини і люди — це рядок «від мерзенного до дорогоцінного».
За класифікаційними рівнем бу йде підрозділ на «роди» (лей) і «види» (чжун). В загальній складності виділяється 60 лей і 1892 чжун. Наприклад, клас «метали і камені» підрозділяється на 4 роду і 161 вид, «овочі» — на 5 родів і 105 видів. Лі Шичжень використовував, по суті, бінарний принцип класифікації, за яким різновиди природних і штучних реалій розглядаються як прояви їхнього роду, і який вперше в Європі був представлений більш ніж двома століттями пізніше — у 1753 році у праці Карла фон Ліннея «Система природи». Однак робота Лі Шичженя була не китайською версією систематичного опису «Храму природи», а лише зручним способом сортування джерел і продуктів, що використовувалися для виготовлення лікарських речовин.
У «Бень цао ган му» Лі Шичжень впровадив у вжиток 374 нових лікарських речовини, а решта взяв з більш ранніх джерел. При описі вказані в міру необхідності вторинні назви речовин, головні його ознаки, спосіб приготування, лікувальний ефект, рецепти, в яких воно застосовується. Загалом наведено понад 11 тис. рецептів.
У «Бень цао ган му» мається перша згадка про щеплення проти віспи, заснованої на тому ж самому принципі, який привів на Заході до розвитку імунології. Праця Лі Шичженя містить значні відомості з природознавства, матеріали по географії, історії, дієтології, кулінарії і філософії. Вона на чотири століття став основним керівництвом з рецептури для фармакологів Китаю та інших країн Східної Азії, був багато разів перевиданий і прокоментований як на батьківщині, так і поза нею. У Європі «Бень Цао ган му» став відомий у XVIII ст. На нього посилалися Карл фон Лінней і Чарльз Дарвін.